# Campylostachys cernua
Campylostachys cernua är en tvåhjärtbladig växtart som först beskrevs av Carl von Linné d.y., och fick sitt nu gällande namn av Carl Sigismund Kunth. Campylostachys cernua ingår i släktet Campylostachys och familjen Stilbaceae. Inga underarter finns listade i Catalogue of Life.